# (8900) AAVSO
(8900) AAVSO ist ein Asteroid des Hauptgürtels, der am 24. Oktober 1995 vom US-amerikanischen Amateurastronom Dennis di Cicco in Massachusetts entdeckt wurde.
Er wurde am 1. Mai 2003 nach der American Association of Variable Star Observers benannt.